# Fidel Carazo Hernández
Fidel Carazo Hernández (Valdegeña, Soria, 28 de octubre de 1919 - Soria, 18 de marzo de 2010) fue un periodista y político español.

## Biografía
Pastor e hijo de pastor, durante la Guerra Civil Española luchó como voluntario en el bando franquista, integrado en las milicias del Requeté. Posteriormente fue pintor de persianas, ayudante de camionero y mozo de estación. Ingresó en el seminario menor de Alcalá de Henares, pero salió del mismo para dedicarse al periodismo. Militó en el carlismo.
A fines de la década de 1960 adquirió el periódico soriano Hogar y Pueblo, del que era colaborador, y lo renombró como Soria, Hogar y Pueblo, ejerciendo como director del mismo entre 1978 y 1985. En 1988 vendió todos sus activos del periódico al Diario de Ávila, que crearía, al año siguiente, el Diario de Soria. Carazo escribió en su periódico más de treinta mil artículos sobre temas nacionales, regionales y locales.
En 1971 fue elegido procurador en Cortes por el tercio familiar con el apoyo del llamado Partido Carlista de Carlos Hugo de Borbón-Parma, partido del que se desvinculó. Mantuvo su cargo de procurador hasta la disolución de las Cortes en 1977, y formó parte de los llamados «procuradores trashumantes». En las Cortes franquistas defendió los intereses de Soria, por ejemplo, pidiendo que Soria contase con instalaciones de rango universitario. Carazo se declaraba admirador de la figura de Franco, pero debido a su postura crítica con el régimen sería multado más de 17 veces.
Fue concejal del Ayuntamiento de Soria y posteriormente alcalde de la misma ciudad entre 1976 y 1977. Desde su periódico defendió en 1976 la ubicación de un Centro de Investigación Nuclear en Lubia y descalificó a los opositores del mismo, a quienes tildó de «guarros». A pesar de haberse opuesto al franquismo, en democracia defendió lo que consideraba que había tenido de bueno el régimen anterior.
Durante la Transición Española se presentó como candidato independiente en las elecciones constituyentes de 1977 y fue elegido senador por Soria. Al elaborarse la Constitución Española, se destacó por defender que la Constitución reconociera a Dios. Presentó 31 enmiendas al texto, en una de las cuales decía:

España reconoce a Dios como fundamento e inspirador del Derecho, base trascendente de los valores humanos.

También se opuso a la articulación territorial propuesta, así como a la lengua y la enseñanza. Finalmente votaría en contra de la Constitución. En 1979 se presentó como candidato al Congreso por la Coalición Democrática, pero no resultó elegido. En 1983 fue expulsado de Alianza Popular, a la que estaba vinculado desde 1979, por mantener una campaña contra las candidaturas de la Coalición Popular en la provincia de Soria.
En la década de 1990 publicó algunos libros de poemas. Falleció el 18 de marzo de 2010, un día después de la presentación del libro Periodistas de Castilla y León del Siglo XX, que le consideraba uno de los periodistas de Castilla y León más influyentes de su época junto con otros como Miguel Delibes, José Jiménez Lozano o Francisco de Cossío.

## Obras
- Buenos días, amor (1990)
- Mundo poético de Fidel Carazo Hernández
- Brisas enamoradas (1996)